# Alien Crush
Alien Crush é um videojogo de pinball desenvolvido pela NAXAT Soft para o TurboGrafx-16. Ele foi lançado em 1988. Mais tarde foi relançado no Virtual Console e na PlayStation Network.
O jogo é o primeiro da série "Crush Pinball" . Ele foi seguido por três continuações, Devil's Crush, Jaki Crush, e Alien Crush Returns.

## Jogabilidade
Alien Crush apresenta um tema de ficção científica que lembra o filme Alien. Essencialmente, o jogador está "lutando" contra extraterrestres com suas habilidades pinball.
Alien Crush consiste em dois ecrãs dispostos verticalmente, com um par de flippers no fundo de cada um. O jogo pára momentaneamente quando a bola muda de uma tela para a próxima. Existem também vários ecrãs de bônus.